# Dujakovci
Dujakovci är ett samhälle i Bosnien och Hercegovina.   Det ligger i entiteten Republika Srpska, i den nordvästra delen av landet, 130 km nordväst om huvudstaden Sarajevo. Dujakovci ligger 748 meter över havet och antalet invånare är 127.
Terrängen runt Dujakovci är kuperad.Närmaste större samhälle är Mrkonjić Grad, 18,6 km söder om Dujakovci. 
Omgivningarna runt Dujakovci är en mosaik av jordbruksmark och naturlig växtlighet. Runt Dujakovci är det ganska tätbefolkat, med 67 invånare per kvadratkilometer.